# Уметнички вез
Уметнички вез је био врста површинског веза популарног у каснијем деветнаестом веку под утицајем Прерафаелита и Покрета уметности и занатства.
Уметник и дизајнер Вилијам Морис је заслужан за васкрсавање техника слободног површинског веза заснованог на енглеским стиловима веза средњег века кроз осамнаести век, развијајући ретро стил који би се назвао уметничким рукотворинама . Уметнички ручни рад наглашавао је деликатно сенчење у сатенском шаву са свиленим концем праћено бројним новим шавовима, у оштром контрасту са техником бројаних нити јарких боја из средине деветнаестог века.
У везу као иу другим занатима, Морис је желео да подстакне самоизражавање путем ручних радова. Његова радња Morris & Co.. продавала је и готове везове по мери и комплете у новом стилу, заједно са биљно обојеном свилом за обраду. Уметнички ручни рад се сматрао одговарајућим стилом за украшавање уметничке хаљине.
Краљевска школа за уметнички вез (данас Краљевска школа за ручни рад) основана је као добротворна организација 1872. године под покровитељством принцезе Хелене. Морисова ћерка Меј, сама мајстор и дизајнер, била је активна у школи од њеног почетка.
The Leek Embroidery Society као и Leek School of Art Embroideryа, које је основала везиља Елизабет Вордл, основане су 1879. и око 1881. године.
Ова врста ручног рада уведена је у САД 1876. у Филаделфији.